# Udo Steinberg
Udo Steinberg, né le 13 juin 1877 à Berlin et mort le 25 décembre 1919 à Madrid (Espagne), est un joueur et entraîneur de football allemand. 
Il joue au FC Barcelone entre 1901 et 1910.

## Biographie
Udo Steinberg grandit à Berlin. En 1899, il fonde avec d'autres étudiants de Mittweida un club de football baptisé Chemnitzer SC Britannia, ancêtre du Chemnitzer FC actuel. Steinberg est envoyé en tant que délégué du Britannia à Leipzig lors de la réunion en vue de la fondation de la Fédération de football d'Allemagne centrale (VMBV).
Steinberg, ingénieur industriel de son métier, s'établit à Barcelone en 1899. Il représente des entreprises allemandes en Espagne et au Portugal. Bon athlète, spécialiste dans les épreuves des 100 et 400 mètres, il se rapproche de plusieurs expatriés pour pratiquer du sport. Avec Hans Gamper, Ernest Witty, Arthur Witty et John Parsons, entre autres, il fonde le Lawn Tennis Club Barcelona, qui deviendra le Real Club de Tenis Barcelona.
Il rejoint ensuite Gamper au FC Barcelone, le club de football qu'il crée en novembre 1899. Steinberg y joue de 1900 à 1910, au poste d'attaquant. Il dispute 67 matchs officiels et marque 55 buts. Lors de la Copa de la Coronación en 1902, considérée comme la première édition de la Coupe d'Espagne, il marque le premier but du FC Barcelone lors de la demi-finale remportée face au Real Madrid. Steinberg est donc aujourd'hui considéré comme le premier buteur de l'histoire du célèbre Clásico.
En 1902, il est chargé d'organiser la première école de football du club. Pour cette raison, Steinberg est souvent considéré comme étant le premier entraîneur de l'histoire du FC Barcelone.
Il est un des premiers rédacteurs du quotidien sportif El Mundo Deportivo. En 1904, il fonde une entreprise à Barcelone, La Maquinista Hispania. En 1906, il est nommé président de la Fédération catalane de football.
Il meurt en 1919 à Madrid, à 42 ans.